# دومینیک رسل
دومینیک رسل (آلمانی: Dominic Ressel؛ زادهٔ ۵ اکتبر ۱۹۹۳) جودوکار اهل آلمان است.